# Aleksandr Blinov (tir sportif)
Pour les articles homonymes, voir Aleksandr Blinov et Blinov.
Aleksandr Aleksandrovich Blinov (né le 20 août 1981 à Vladivostok dans le kraï du Primorié) est un tireur sportif russe. 
Il est médaillé d'argent sur cible mobile à 10 mètres aux Jeux olympiques d'été de 2004 à Athènes.